# Takeuchi Takashi
Takeuchi Takashi (武内 崇 (Võ Nội Sùng) sinh ngày 28 tháng 8 năm 1973) là một họa sĩ người Nhật, nhà đồng sáng lập hãng phát triển visual novel và anime Type-Moon, nổi tiếng nhờ minh họa các visual novel kinh điển của công ty như Tsukihime và Fate/stay night, cả hai tác phẩm sau đó đều được chuyển thể thành nhiều loạt manga và anime. Ông thường xuyên làm việc cùng với người đồng nghiệp và bạn thân từ thời sơ trung, nhà văn Nasu Kinoko. Năm 2008, Takeuchi, cùng với Nasu, đóng góp một phần kịch bản đặc biệt cho visual novel hệ Wii 428: Fūsa Sareta Shibuya de của Sega/Chunsoft, và sau này được chuyển thể thành anime CANAAN. Takeuchi chịu ảnh hưởng từ Nightow Yasuhiro, Akai Takami, Tajima Shou, Togashi Yoshihiro, Ishikawa Ken, Kawajiri Yoshiaki, và Sadamoto Yoshiyuki.